# Zone des cinquante pas géométriques

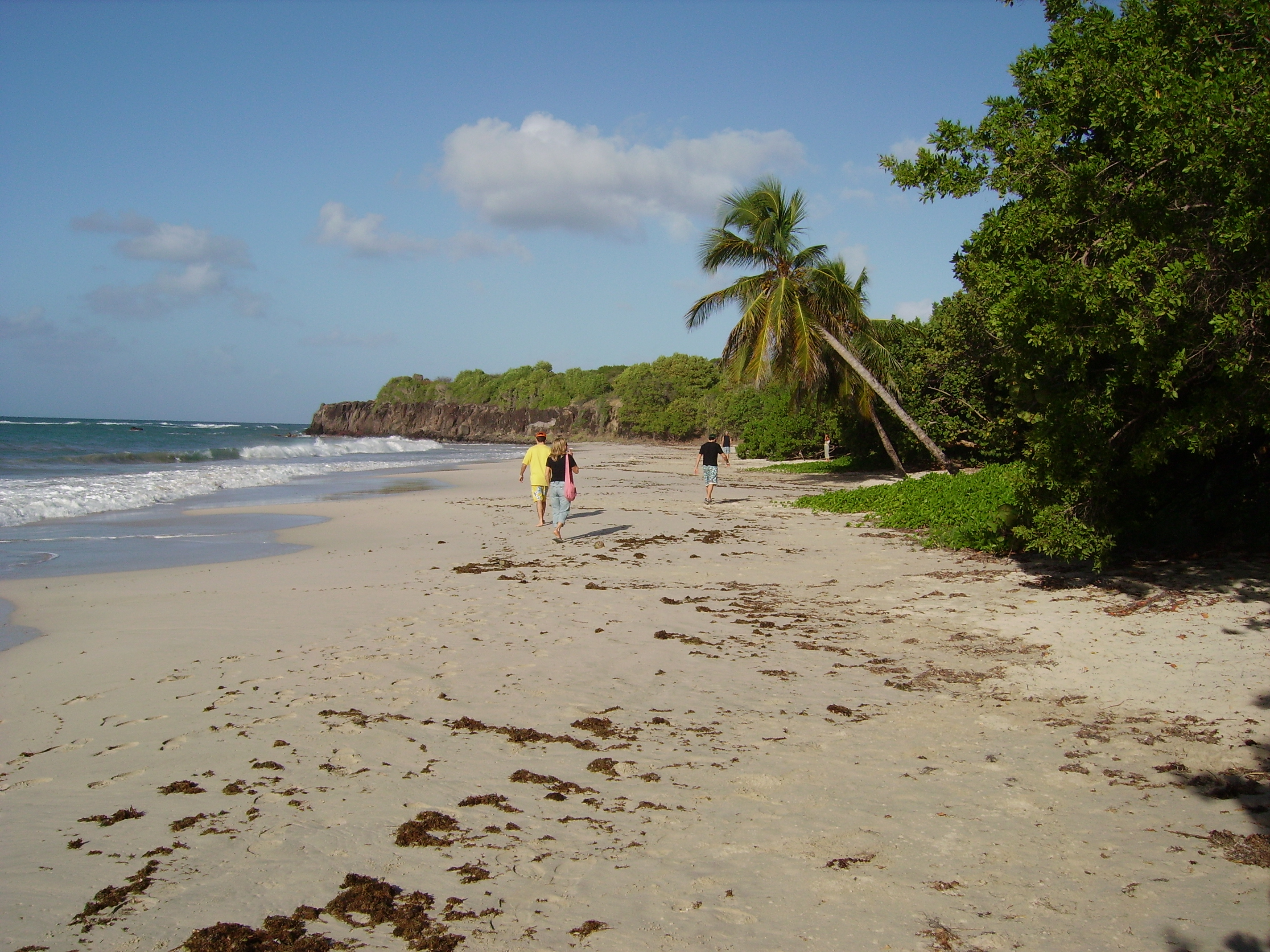
Le rivage de la mer à la Martinique

Les  cinquante pas géométriques sont, en droit français, un statut juridique pouvant s'appliquer à des parcelles de terrain situées sur le littoral des départements d'outre-mer et qui, aujourd'hui, définissent les conditions particulières d'appartenance de ces parcelles au  domaine public maritime naturel.

## Régime juridique
Cette zone a une largeur de 81,20 mètres dans le système métrique. À La Réunion, c'est un arrêté du gouverneur du 4 mars 1876 qui en précise l'extension. Elle est calculée à partir de la ligne des plus hautes marées. Mangroves, marais salants et endiguages sont considérés comme faisant partie de l'espace maritime.
Comme elle appartient au domaine public, la zone des cinquante pas géométriques est :
- inaliénable : l'État ne peut en principe pas la vendre à des particuliers. Toutefois cette vente est possible sous certaines conditions depuis 1996 dans « les espaces urbains et les secteurs occupés par une urbanisation », qui sont délimités par arrêté préfectoral. Ainsi l'État pourra y céder des terrains aux communes qui souhaitent y construire des logements sociaux ou à des particuliers qui y ont déjà fait construire leur habitation principale.
- imprescriptible : une installation prolongée, même pendant plusieurs dizaines d'années, d'un particulier sur cette zone ne lui confère aucun droit de propriété.

Un établissement public industriel et commercial, l'Agence des Cinquante Pas géométriques, a la charge de la gestion de cette zone en Guadeloupe et en Martinique.

## Historique
Il est très généralement admis que c'est aux Antilles que la réserve des Cinquante pas est née, et cette institution a été étendue aux autres territoires. Cependant l'origine même de cette institution n'est pas établie, et est encore discutée. Pour autant, lorsque le Roi de France réunit les îles à son Domaine en décembre 1674, la réserve des cinquante pas existait déjà. Un texte antérieur à cette date sur le sujet est une concession de terre faite au sieur Urbail de la Charuelle le 5 octobre 1669
Le premier texte  de portée générale qui nous soit parvenu sur le sujet est un exposé dressé par le Gouverneur général de Baas à Colbert le 8 février 1674 :

"Je ne sais pas, Monseigneur, si quelqu'un vous a jamais expliqué pourquoi les cinquante Pas du Roi ont été réservés dans les Isles Françoises de l'Amérique, c'est-à-dire, pourquoi les Concessions des premiers étages n'ont été accordées aux Habitants qu'à condition qu'elles commenceront à cinquante pas du bord de la mer ; et que cette ceinture intérieure qui fait le contour de l'Isle ne peut être donnée en propre à aucun Habitant pour plusieurs raisons judicieuses avantageuses pour le bien des Colonies.

La première a été pour rendre plus difficile l'abord des Isles ailleurs que dans les Rades où les ports sont bâtis, car 50 pas de terres en bois debout très-épais et très difficile à percer, sont un grand empêchement contre les descentes.

Secondement, les cinquante Pas sont réservés pour y faire des fortifications, s'il est nécessaire afin de s'opposer aux descentes des Ennemis ; et on a réservé cette terre pour ne rien prendre sur celle des Habitants qui autrement auroient pu demander des dédommagements.

En troisième lieu cette réserve est faite afin que chacun ait un passage libre au long de la mer, car sans cela les Habitants l'auroient empêché par des clôtures, et par des oppositions qui tous les jour, auroient causé des Procès et des querelles parmi eux.

Quatrièmement, pour donner moyen aux Capitaines des Navires qui viennent aux Isles d'aller couper des bois dans les cinquante Pas du Roi pour leur nécessité ; car sans cela les Habitants ne leur permettroient d'en prendre qu'en payant.

La cinquième et la plus essentielle raison est celle de donner moyen aux Artisans de se loger ; car comme ils n'ont aucuns fonds pour acheter des habitations, et qu'ils n'ont pour tout bien que leurs outils pour gagner leur vie, on leur donne aux uns plus, aux autres moins de terre pour y bâtir des maisons ; mais c'est toujours à condition que si le Roi a besoin du fond sur lequel ils doivent bâtir, ils transporteront ailleurs leurs bâtimens, or, sur ces cinquante Pas sont logés les Pêcheurs, les Maçons, les Charpentiers etc. personnes nécessaires au maintien des Colonies."
Cette zone faisait alors partie du domaine royal, régi par l'Édit de Moulins.
Les ordonnances royales du dix-neuvième siècle vont plus particulièrement définir ces cinquante pas, désormais dénommés les cinquante pas géométriques :
- l'ordonnance du Roi concernant le gouvernement de l'île de Bourbon et de ses dépendances, du 21 août 1825 ;
- l'ordonnance du Roi concernant le gouvernement de la Martinique de la Guadeloupe et de ses dépendances, du 9 février 1827;
- l'ordonnance du Roi concernant le gouvernement de la Guyane française, le 27 août 1828.

De nombreux particuliers se sont progressivement installés sur cette zone. Plusieurs lois ont tenté de pallier les problèmes posés par cette occupation anarchique. En 1955, une loi et son décret d'application ont déclassé la zone des cinquante pas dans le domaine privé de l'État, ce qui permettait d'en vendre certaines portions à des particuliers. En sens inverse, la loi Littoral du 3 janvier 1986 a replacé la zone dans le domaine public maritime de l'État, supprimant la possibilité de cession ouverte par la loi de 1955. La loi n° 96-1241 du 30 décembre 1996 a prévu des aménagements au principe d'inaliénabilité de la zone des cinquante pas géométriques afin de régler les problèmes posés par l'utilisation illégale de cette zone par des particuliers.

## Perception sociale
Il existe un risque de confusion entre le nom de ce régime juridique et le régime juridique des parcelles littorales. Si une parcelle précise qui faisait partie des cinquante pas géométriques a été valablement exclue de ce régime juridique (validation d'un titre par la Commission de vérification, ou vente selon les conditions de la loi par exemple) cette parcelle cesse définitivement d'être soumise au régime des cinquante pas géométriques, et toutes les dispositions nouvelles venant aménager ce régime juridique seront sans effet pour la parcelle considérée. 
Par ailleurs, le décret du 27 avril 1848 a officiellement mis fin à l'esclavage dans les colonies françaises, et la possession de la terre est devenue pour la population locale une démonstration essentielle de leur liberté. S'appuyant inconsciemment sur le cinquième motif de la lettre de de Baas [réf. nécessaire], ceux qui ne pouvaient devenir propriétaires de leur parcelle se sont collectivement appropriés la zone des cinquante pas géométriques au niveau symbolique [réf. nécessaire]. Même aujourd'hui, la privatisation d'une parcelle des cinquante pas géométriques peut être l'occasion de manifestations [réf. nécessaire].